# Huspenina

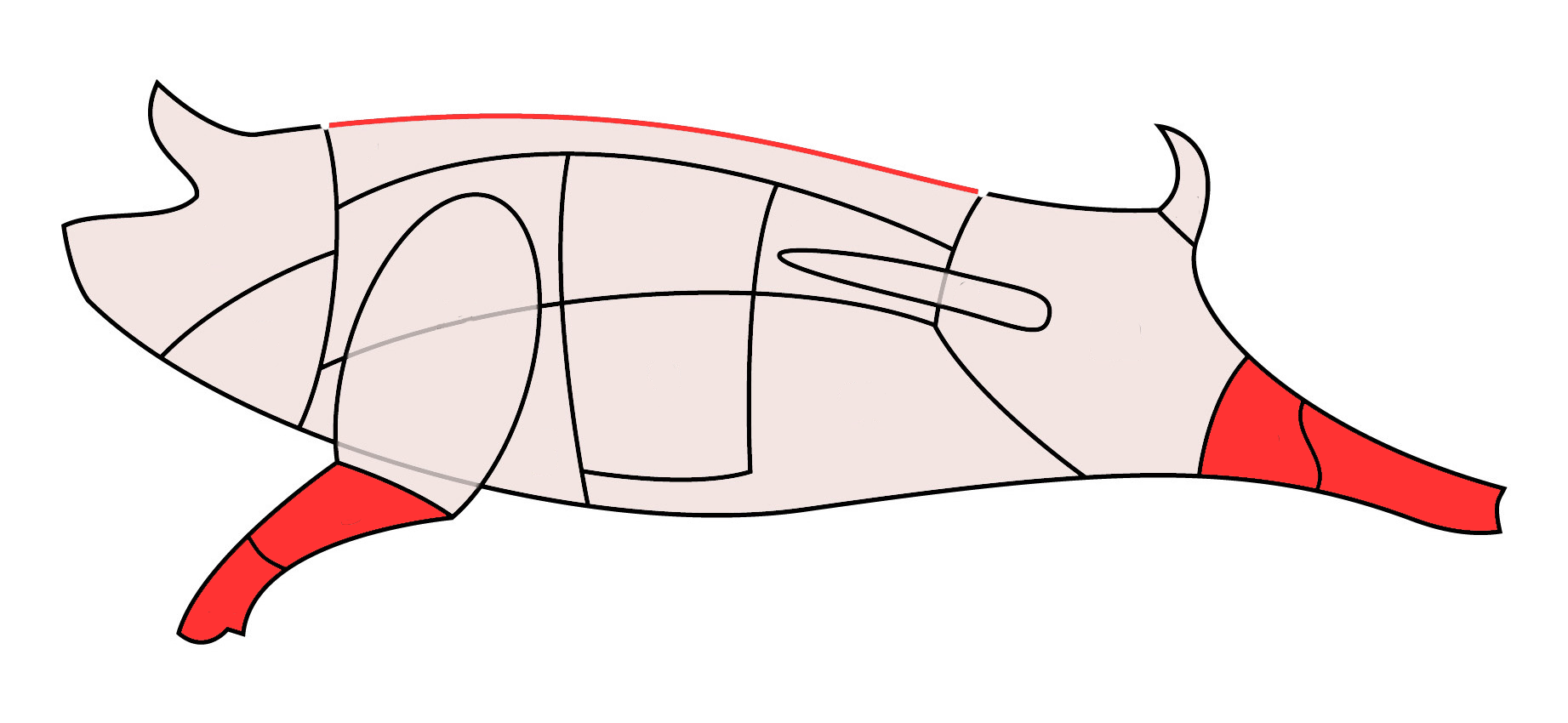
Části prasete z kterých se vyrábí huspenina (červeně)

Huspenina (též aspik, lidově sulc) je jedlá rosolovitá hmota, vyrobená jako vychladnutý vývar z klihovatých částí převážně z vepřového masa. Obsahuje velké množství kolagenů, které tvoří hlavní složku vazivové tkáně živočichů – včetně člověka. Existuje řada pokrmů tvořených různými potravinami zalitými v aspiku. Kousky masa v aspiku se nazývají huspenina či tlačenka, ruské vejce je obložené vejce, které může být zalito v aspiku, rovněž lze tímto způsobem zpracovat různé druhy masa, uzenin, zeleniny, salátů atd. 

## Složení
Huspenina se vyrábí z méně hodnotných částí těla prasete. Z těch, které mají nejvíc kolagenních látek, tvořících po zpracování rosol:

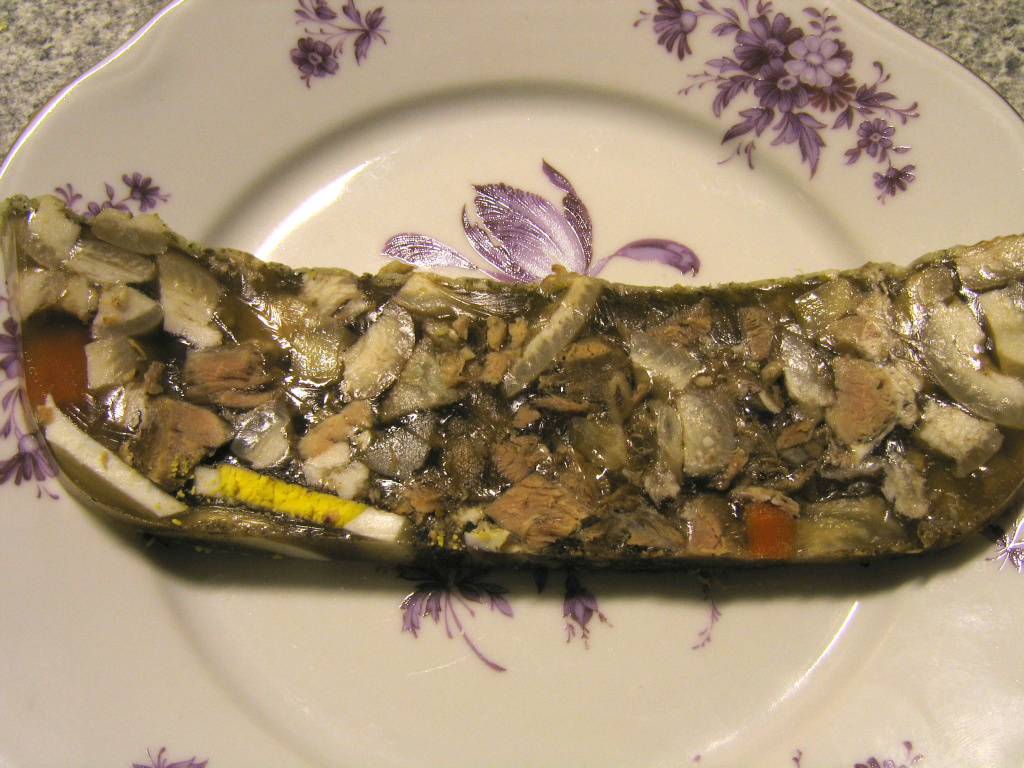
Ukrojený plátek vychladlé huspeniny

- nožičky
- kolena
- kůže
- hlava

Ostatní suroviny:
- cibule
- pepř
- nové koření
- bobkový list
- ocet
- sůl
- mrkev
- petržel
- celer
- vejce uvařená na tvrdo

## Příprava
Dávkování surovin a příprava už jsou součástí různých krajových receptů. Pro všechny recepty je ale stejné: nakrájet vše na kousky (kromě vajec, ta se mohou dát na dno mísy), uvařit v menším množství vody, zamíchat, dochutit kořením, nalít do mísy a nechat vychladnout.
Obliba huspeniny spočívá nejen v „láci“ surovin. Obsah kolagenních látek napomáhá lidskému organismu k lepší pohyblivosti kloubů. U starších lidí je přirozenou náhradou farmaceutických prostředků.